# Tomer Chencinski
Tomer Chencinski, född 1 december 1984 i Tel Aviv, är en Israel-född kanadensisk fotbollsspelare som spelar för Shamrock Rovers FC.